# 津越智雄
津越 智雄（つこし ともお、1979年9月23日 - ）は、和歌山県出身の元サッカー選手、指導者（JFA 公認B級コーチ）。

## 所属クラブ
- 1999年 - 2001年  筑波大学
- 2002年  栃木SC
- 2003年  Woodley Sports FC
- 2004年  日立栃木サッカー部

## 指導歴
- 2005年 - 2012年  東京ヴェルディ
  - 2005年 - 2008年 アカデミー フィジカルコーチ
  - 2009年 - 2012年 トップチーム フィジカルコーチ
- 2013年  日テレ・ベレーザ コーチ
- 2014年2月 - 同年5月  梅県客家足球倶楽部（英語版） 監督
- 2014年6月 - 同年12月  京都サンガF.C. フィジカルコーチ[1]
- 2015年  サガン鳥栖 フィジカルコーチ[2]
- 2016年 - 2020年  蔚山現代FC フィジカルコーチ
- 2021年4月 - 2022年  FC町田ゼルビア フィジカルコーチ[3]
- 2023年  U-18日本代表 フィジカルコーチ
- 2024年  横浜F・マリノス フィジカルコーチ
- 2025年 -  V・ファーレン長崎 フィジカルアドバイザー